# Rifugio Morelli Buzzi
Il rifugio Morelli Buzzi è un rifugio alpino situato nella catena delle Alpi Marittime nel comune di Valdieri (CN),  a 2.351 metri di altitudine. Sorge nel Vallone di Lourousa, diramazione laterale della valle Gesso della Valletta.

## Storia
Il rifugio fu costruito nel 1931 dalla sezione di Cuneo del CAI, già nella sua forma attuale. Fu restaurato nel 1968 ed una seconda volta nel 2000.

## Caratteristiche e informazioni
Sorge nella parte alta del vallone di Lourousa,  diramazione laterale della valle Gesso della Valletta, ai piedi della parete nord-est del monte Stella.
È una struttura in muratura di pietrame a due piani, appoggiata su un promontorio roccioso rinforzato da un alto muro di contenimento in pietrame a secco. Dispone di 38  posti letto (compreso il locale invernale). Il rifugio è gestito da metà giugno a metà settembre, ed offre servizio di ristorazione.
Dispone di acqua corrente interna ed esterna, impianto elettrico, riscaldamento, servizi igienici e doccia.
Il locale invernale offre 8 posti letto e dispone di materassi e coperte.

## Accessi
È raggiungibile sia dalla frazione Terme di Valdieri, risalendo il Vallone di Lourousa con il sentiero N8, sia dal rifugio Genova-Figari, salendo al colle del Chiapous con il sentiero M9. Il percorso dalle Terme di Valdieri richiede circa 3 ore.
Si può raggiungere anche in inverno, partendo però dalla frazione Tetti Gaina, con un percorso di circa 8 ore.

## Ascensioni
- Cima Nord dell'Argentera (3.286 m)
- Monte Stella (3.262 m)
- Cima Oriol (2.943 m)
- Cima Mondini (3.286 m)
- Asta Soprana (2.950 m)

## Traversate
- al rifugio Genova-Figari per il colle del Chiapous
- al bivacco del Baus per il colle del Chiapous ed il passo del Porco
- al bivacco Costi-Falchero per il passaggio del Punto Nodale
- al bivacco Varrone

Il rifugio si trova sul percorso della Grande Traversata delle Alpi, sulla tappa che unisce il rifugio Genova-Figari alle Terme di Valdieri.
Si trova inoltre sull'itinerario rosso della Via Alpina e costituisce un punto di sosta tra le tappe R108 (dal rifugio Emilio Questa al rifugio Morelli Buzzi) e R109 (dal rifugio Morelli Buzzi al rifugio Soria Ellena).